# عبد العزيز بن ماجد بن عبد العزيز آل سعود
الأمير عبد العزيز بن ماجد بن عبد العزيز آل سعود ولد في جدة عام 1960م, الابن الثاني للأمير ماجد بن عبد العزيز آل سعود أمير منطقة مكة المكرمة سابقاً، والدته الأميرة نوف بنت عبد الله بن فهد المهنا أبا الخيل، كان نائباً لأمير منطقة القصيم في الفترة من 30 ديسمبر 2000 إلى 22 أكتوبر 2005, ثم أميراً لمنطقة المدينة المنورة في الفترة من 22 أكتوبر 2005 إلى 14 يناير 2013 خلفاً لعمه الأمير مقرن بن عبد العزيز وأوّل أحفاد الملك عبد العزيز الذين يتولّون إمارة منطقة المدينة المنورة.

## التعليم
- حصل على درجة البكالوريوس في الإدارة الصناعية من جامعة الملك فهد للبترول والمعادن في السعودية.
- حصل على درجة البكالوريوس في الحقوق من جامعة عين شمس في مصر.

## الحياة المهنية
- عمل في الهيئة الملكية للجبيل وينبع, حيث عمل أولاً في الجبيل ثم ينبع ثم انتقل إلى الأمانة العامة للهيئة في الرياض.
- إتجه إلى الأعمال الحرة وأسس الشركة العربية للمقاولات.
- أسس ورأس في العام 1998 الجمعية السعودية لـالإنترنت
- صدر الأمر الملكي الكريم رقم أ/255 بتاريخ 1421/10/3هـ بتعيينه نائباً لأمير منطقة القصيم بالمرتبة الممتازة.
- صدر الأمر الملكي الكريم رقم أ/300 بتاريخ 1426/9/19هـ بتعيينه أميراً لمنطقة المدينة المنورة بمرتبة وزير.
- صدر الأمر الملكي الكريم رقم أ/70 بتاريخ 1434/3/2هـ بإعفائه من منصبه أميراً لمنطقة المدينة المنورة بناءً على طلبه.

## الأسرة
زوجاته:
- كان متزوج من الأميرة هيفاء بنت فهد بن تركي بن أحمد السديري (والدة الأمير سعود).
- الأميرة نهى بنت سعود بن عبد المحسن بن عبد العزيز آل سعود. والدة الأمير عمر، الأمير عبد الله، والأميرة لولوة

أبناؤه:
- الأمير سعود بن عبد العزيز بن ماجد بن عبد العزيز آل سعود
- الأمير عمر بن عبد العزيز بن ماجد بن عبد العزيز آل سعود
- الأمير عبد الله بن عبد العزيز بن ماجد بن عبد العزيز آل سعود متزوج من الأميرة علياء بنت احمد بن سلمان بن عبدالعزيز آل سعود.
- الأميرة لولوة بنت عبد العزيز بن ماجد بن عبد العزيز آل سعود

| سبقه محمد بن سعد بن عبد العزيز | نائب أمير منطقة القصيم 1421 - 1426 | تبعه فيصل بن مشعل بن سعود آل سعود |

| سبقه مقرن بن عبد العزيز آل سعود | أمير منطقة المدينة المنورة 1426 - 1434 | تبعه فيصل بن سلمان بن عبد العزيز آل سعود |

## الموقع والمراجع
1. ↑  تنفيذاً للأمر السامي الكريم القاضي بتعيينه نائباً لسمو أمير المنطقة نسخة محفوظة 05 فبراير 2015 على موقع واي باك مشين.
2. ↑  اليوم : أمر ملكي بتعيين الأمير فيصل بن سلمان أميراً للمدينة المنورة نسخة محفوظة 02 أغسطس 2015 على موقع واي باك مشين.